# UCI Europe Tour 2007
L'UCI Europe Tour 2007 fu la terza edizione dell'UCI Europe Tour, uno dei cinque circuiti continentali di ciclismo dell'Unione Ciclistica Internazionale. Era composto da più di 300 corse che si tennero dal 15 ottobre 2006 al 18 ottobre 2007 in Europa.

## Calendario

### Ottobre 2006
| Data | Prova                                           | Cat. | Vincitore      | Squadra         |
| ---- | ----------------------------------------------- | ---- | -------------- | --------------- |
| 15   | Chrono des Nations - Les Herbiers Vendée (2006) | 1.1  | László Bodrogi | Crédit Agricole |
| 17   | Grand Prix de Clôture                           | 1.1  | Gorik Gardeyn  | Unibet.com      |

### Febbraio
| Data  | Prova                                         | Cat. | Vincitore           | Squadra                |
| ----- | --------------------------------------------- | ---- | ------------------- | ---------------------- |
| 6     | Grand Prix d'Ouverture La Marseillaise (2007) | 1.1  | Jeremy Hunt         | Unibet.com             |
| 7-11  | Étoile de Bessèges (2007)                     | 2.1  | Nick Nuyens         | Cofidis                |
| 10    | Gran Premio Costa degli Etruschi (2007)       | 1.1  | Alessandro Petacchi | Team Milram            |
| 11    | Trofeo Mallorca                               | 1.1  | Óscar Freire        | Rabobank               |
| 12    | Trofeo Cala Millor-Cala Bona                  | 1.1  | Vicente Reynés      | Caisse d'Epargne       |
| 13    | Trofeo Pollença                               | 1.1  | Thomas Dekker       | Rabobank               |
| 14    | Trofeo Sóller                                 | 1.1  | Antonio Colom       | Astana Team            |
| 14-18 | Tour Méditerranéen (2007)                     | 2.1  | José Iván Gutiérrez | Caisse d'Epargne       |
| 15    | Trofeo Calvia                                 | 1.1  | Unai Etxebarría     | Euskaltel-Euskadi      |
| 18-22 | Vuelta a Andalucía (2007)                     | 2.1  | Óscar Freire        | Rabobank               |
| 20    | Trofeo Laigueglia (2007)                      | 1.1  | Michail Ignat'ev    | Tinkoff Credit Systems |
| 21-25 | Volta ao Algarve (2007)                       | 2.1  | Alessandro Petacchi | Team Milram            |
| 24    | Coppa San Geo (2007)                          | 1.2  | Hrvoje Miholjević   | B.K. Loborika Croazia  |
| 25    | Tour du Haut-Var (2007)                       | 1.1  | Filippo Pozzato     | Liquigas               |
| 27-3  | Volta a la Comunitat Valenciana (2007)        | 2.1  | Alejandro Valverde  | Caisse d'Epargne       |

### Marzo
| Data  | Prova                                              | Cat.   | Vincitore            | Squadra                               |
| ----- | -------------------------------------------------- | ------ | -------------------- | ------------------------------------- |
| 2-4   | Trois jours de Vaucluse (2007)                     | 2.2    | Sébastien Turgot     | Vendée U                              |
| 3     | Beverbeek Classic (2007)                           | 1.2    | Nico Sijmens         | Landbouwkrediet-Tönissteiner          |
| 3     | Gran Premio di Chiasso (2007)                      | 1.1    | Pavel Brutt          | Tinkoff Credit Systems                |
| 3     | Omloop Het Volk (2007)                             | 1.HC   | Filippo Pozzato      | Liquigas                              |
| 4     | Clásica de Almería (2007)                          | 1.1    | Giuseppe Muraglia    | Acqua & Sapone-Caffè Mokambo          |
| 4     | Gran Premio di Lugano (2007)                       | 1.1    | Luca Mazzanti        | Ceramica Panaria-Navigare             |
| 4     | Kuurne-Bruxelles-Kuurne (2007)                     | 1.1    | Tom Boonen           | Quick Step                            |
| 4     | Trofeo ZSŠDI (2007)                                | 1.2    | Simone Ponzi         | Zalf-Désirée-Fior                     |
| 7     | Le Samyn (2007)                                    | 1.1    | Jimmy Casper         | Unibet.com                            |
| 7-11  | Vuelta a Murcia (2007)                             | 2.1    | Alejandro Valverde   | Caisse d'Epargne                      |
| 9-11  | Tre Giorni delle Fiandre Occidentali (2007)        | 2.1    | Jimmy Casper         | Unibet.com                            |
| 10    | Vlaamse Pijl (2007)                                | 1.2    | Jelle Vanendert      | Chocolade Jacques-Topsport Vlaanderen |
| 10    | Milano-Torino (2007)                               | 1.HC   | Danilo Di Luca       | Liquigas                              |
| 11    | Grand Prix de Lillers (2007)                       | 1.2    | Benoît Daeninck      | UV Aube                               |
| 11    | Poreč Trophy (2007)                                | 1.2    | Marko Kump           | Adria Mobil                           |
| 11    | Trofeo Franco Balestra (2007)                      | 1.2    | Simone Ponzi         | Zalf-Désirée-Fior                     |
| 15-18 | Istrian Spring Trophy (2007)                       | 2.2    | Edvald Boasson Hagen | Maxbo Bianchi                         |
| 15-18 | Volta ao Distrito de Santarém (2007)               | 2.1    | Robert Hunter        | Team Barloworld                       |
| 18    | Omloop van het Waasland-Kemzeke (2007)             | 1.2    | Niko Eeckhout        | Chocolade Jacques-Topsport Vlaanderen |
| 18    | Giro del Mendrisiotto (2007)                       | 1.2    | Andreas Dietziker    | Team LPR                              |
| 18    | Gran Premio San Giuseppe (2007)                    | 1.2    | Andrej Solomennikov  | Russia                                |
| 18    | Parigi-Troyes (2007)                               | 1.2    | Jurij Trofimov       | Moscou Stars                          |
| 21    | Nokere Koerse (2007)                               | 1.1    | Léon van Bon         | Rabobank                              |
| 21-24 | The Paths of King Nikola (2007)                    | 2.2    | Mitja Mahorič        | Perutnina Ptuj                        |
| 23    | Classic Loire-Atlantique (2007)                    | 1.2    | Nicolas Jalabert     | Agritubel                             |
| 25    | Cholet-Pays de Loire (2007)                        | 1.1    | Stéphane Augé        | Cofidis                               |
| 25    | La Roue Tourangelle (2007)                         | 1.2    | Jurij Trofimov       | Moscou Stars                          |
| 25    | Ronde van het Groene Hart (2007)                   | 1.1    | Wouter Weylandt      | Quick Step                            |
| 26-30 | Vuelta a Castilla y León (2007)                    | 2.1    | Alberto Contador     | Discovery Channel Pro Cycling Team    |
| 26-1  | Tour de Normandie (2007)                           | 2.2    | Martijn Maaskant     | Rabobank Continental                  |
| 27-31 | Settimana Internazionale di Coppi e Bartali (2007) | 2.1    | Michele Scarponi     | Acqua & Sapone-Caffè Mokambo          |
| 28    | Dwars door Vlaanderen (2007)                       | 1.1    | Tom Boonen           | Quick Step                            |
| 28    | Grand Prix Waregem                                 | 1.2U   | Enrico Montanari     | Finauto Lucchini Neri                 |
| 30-1  | Grand Prix du Portugal (2007)                      | 2.Ncup | Vitor Rodrigues      | Portogallo                            |
| 31    | E3 Prijs Vlaanderen (2007)                         | 1.HC   | Tom Boonen           | Quick Step                            |
| 31-1  | Critérium International (2007)                     | 2.HC   | Jens Voigt           | Team CSC                              |

### Aprile
| Data  | Prova                                       | Cat.   | Vincitore           | Squadra                          |
| ----- | ------------------------------------------- | ------ | ------------------- | -------------------------------- |
| 1     | Freccia del Brabante (2007)                 | 1.1    | Óscar Freire        | Rabobank                         |
| 1     | Trofeo Banca Popolare di Vicenza            | 1.2U   | Manuel Belletti     | Trevigiani-Dynamon               |
| 3-5   | Driedaagse De Panne - Koksijde (2007)       | 2.HC   | Alessandro Ballan   | Lampre-Fondital                  |
| 5-9   | Settimana Ciclistica Lombarda               | 2.1    | Aleksandr Efimkin   | Team Barloworld                  |
| 6     | Route Adélie de Vitré (2007)                | 1.1    | Rémi Pauriol        | Crédit Agricole                  |
| 7     | Gran Premio Miguel Indurain (2007)          | 1.HC   | Rinaldo Nocentini   | AG2R Prévoyance                  |
| 7     | Hel van het Mergelland (2007)               | 1.1    | Nico Sijmens        | Landbouwkrediet-Tönissteiner     |
| 7     | Boucle de l'Artois                          | 1.2    | Andrey Klyuev       | Moscou Stars                     |
| 7-9   | Le Triptyque des Monts et Châteaux          | 2.2    | Tom Leezer          | Rabobank Continental Team        |
| 8     | Grand Prix de la Ville de Rennes (2007)     | 1.1    | Serhij Matvjejev    | Ceramica Panaria-Navigare        |
| 8     | Grand Prix de la Ville de Nogent-sur-Oise   | 1.2    | Mateusz Mróz        | CCC Polsat-Polkowice             |
| 9     | Giro del Belvedere                          | 1.2    | Simone Stortoni     | Finauto Lucchini Neri            |
| 9     | Rund um Köln (2007)                         | 1.HC   | Juan José Haedo     | Team CSC                         |
| 10    | GP Palio del Recioto                        | 1.2U   | Robert Kišerlovski  | Adria Mobil                      |
| 10-13 | Circuit de la Sarthe                        | 2.1    | Andreas Klöden      | Astana Team                      |
| 11-15 | Volta ao Alentejo                           | 2.1    | Manuel Vázquez      | Andalucía-Cajasur                |
| 12    | Grand Prix Pino Cerami (2007)               | 1.1    | Luca Solari         | Team LPR                         |
| 13-15 | Circuit des Ardennes                        | 2.2    | Jérôme Coppel       | CR 4 Chemins Roanne              |
| 14    | Profronde van Drenthe (2007)                | 1.1    | Martijn Maaskant    | Rabobank Continental Team        |
| 15    | Klasika Primavera (2007)                    | 1.1    | Joaquim Rodríguez   | Caisse d'Epargne                 |
| 17    | Paris-Camembert Lepetit (2007)              | 1.1    | Sébastien Joly      | Française des Jeux               |
| 18    | Scheldeprijs Vlaanderen (2007)              | 1.HC   | Mark Cavendish      | T-Mobile Team                    |
| 18    | La Côte Picarde                             | 1.Ncup | Simon Špilak        | Adria Mobil                      |
| 18-21 | Tour du Loir-et-Cher                        | 2.2    | Alexandre Blain     | AVC Aix en Provence              |
| 18-22 | Cinturón Ciclista Internacional a Mallorca  | 2.2    | Richard Faltus      | Team Sparkasse                   |
| 19    | Grand Prix de Denain (2007)                 | 1.1    | Sébastien Chavanel  | Française des Jeux               |
| 19-22 | Giro d'Abruzzo                              | 2.2    | Luca Ascani         | Aurum Hotels                     |
| 19-22 | Rhône-Alpes Isère Tour                      | 2.2    | Gabriel Rasch       | Maxbo Bianchi                    |
| 20    | Beograd-Banja Luka I                        | 1.2    | Matej Gnezda        | Radenska Powerbar                |
| 21    | Beograd-Banja Luka II                       | 1.2    | Žolt Der            | P-Nívó Betonexpressz 2000 Kft.se |
| 21    | Liegi-Bastogne-Liegi Under-23               | 1.Ncup | Grega Bole          | Sava                             |
| 21    | Tour du Finistère (2007)                    | 1.1    | Niels Brouzes       | Auber 93                         |
| 21-25 | Grand Prix of Sochi                         | 2.2    | Alexey Shmidt       | Moscou Stars                     |
| 22    | Giro d'Oro (2007)                           | 1.1    | Dainius Kairelis    | Amore & Vita-McDonald's          |
| 22    | Ronde van Noord-Holland                     | 1.2    | Kenny van Hummel    | Skil-Shimano                     |
| 22    | Rund um Düren                               | 1.2    | Marcel Beima        | Time-Van Hemert                  |
| 22    | Tro-Bro Léon (2007)                         | 1.1    | Saïd Haddou         | Bouygues Télécom                 |
| 24-27 | Giro del Trentino                           | 2.1    | Damiano Cunego      | Lampre-Fondital                  |
| 25    | GP della Liberazione                        | 1.2U   | Manuele Boaro       | Zalf-Désirée-Fior                |
| 25-29 | Vuelta Ciclista Internacional a Extremadura | 2.2    | Nuño Marta          | Madeinox-Bric-Loulé              |
| 25-29 | Giro della Bassa Sassonia                   | 2.1    | Alessandro Petacchi | Team Milram                      |
| 25-1  | Tour de Bretagne                            | 2.2    | Lars Boom           | Rabobank Continental Team        |
| 26-1  | Giro delle Regioni                          | 2.Ncup | Rui Costa           | Benfica                          |
| 27-29 | Vuelta Ciclista a la Rioja                  | 2.1    | Rubén Plaza         | Caisse d'Epargne                 |
| 29    | Parigi-Mantes-en-Yvelines                   | 1.2    | Niels Brouzes       | Auber 93                         |
| 29    | Giro delle Fiandre Under-23                 | 1.2U   | Alexandr Pliuschin  | Chambery Cyclisme Formation      |
| 29    | East Midlands International Cicle Classic   | 1.2    | Malcolm Elliott     | Pinarello Racing Team            |

### Maggio
| Data  | Prova                                         | Cat. | Vincitore            | Squadra                            |
| ----- | --------------------------------------------- | ---- | -------------------- | ---------------------------------- |
| 1     | Grote 1 Mei-Prijs - Ereprijs Victor De Bruyne | 1.2  | Wouter Mol           | P3 Transfer-Fondas                 |
| 1     | Memoriał Andrzeja Trochanowskiego             | 1.2  | Tomasz Lisowicz      | CCC Polsat-Polkowice               |
| 1     | Rund um den Henninger-Turm (2007)             | 1.HC | Patrik Sinkewitz     | T-Mobile Team                      |
| 1     | Subida al Naranco (2007)                      | 1.1  | Koldo Gil            | Saunier Duval-Prodir               |
| 1     | Tour de Vendée (2007)                         | 1.1  | Mikel Gaztañaga      | Agritubel                          |
| 2     | Grand Prix of Moscow                          | 1.2  | Roman Klimov         | Premier                            |
| 3     | Mayor Cup                                     | 1.2  | Denis Galimzjanov    | Premier                            |
| 3-7   | Vuelta Ciclista Asturias                      | 2.1  | Koldo Gil            | Saunier Duval-Prodir               |
| 3-6   | Szlakiem Grodów Piastowskich                  | 2.1  | Tomasz Kiendys       | CCC Polsat-Polkowice               |
| 5     | Grand Prix Herning (2007)                     | 1.1  | Kurt-Asle Arvesen    | Team CSC                           |
| 5     | Gran Premio Industria e Artigianato (2007)    | 1.1  | Vincenzo Nibali      | Liquigas                           |
| 5     | Ronde van Overijssel                          | 1.2  | Marco Bos            | Cyclingteam Jo Piels               |
| 5-9   | Five rings of Moscow                          | 2.2  | Aljaksandr Kučynski  | Liquigas                           |
| 6     | Circuito del Porto-Trofeo Arvedi              | 1.2  | Jacopo Guarnieri     | Marchiol-Famila-Site               |
| 6     | Colliers Classic (2007)                       | 1.1  | Juan José Haedo      | Team CSC                           |
| 6     | Giro di Toscana (2007)                        | 1.1  | Vincenzo Nibali      | Liquigas                           |
| 6     | Omloop der Kempen                             | 1.2  | Lars Boom            | Rabobank Continental Team          |
| 6-13  | Cumhurbaşkanlığı Türkiye Bisiklet Turu        | 2.2  | Ivajlo Gabrovski     | Velo-M-Hemus-Makedonya             |
| 8     | Coppa Città di Asti                           | 1.2U | Tony Martin          | Thüringer Energie                  |
| 8-13  | Quatre Jours de Dunkerque (2007)              | 2.HC | Matthieu Ladagnous   | Française des Jeux                 |
| 9-13  | Giro della Regione Friuli Venezia Giulia      | 2.2  | Alexander Filippov   | A.C.S. Gruppo Lupi                 |
| 11    | Memorial Oleg Dyachenko                       | 1.2  | Sergej Firsanov      | Rietumu Bank-Riga-Ideal            |
| 11-13 | Tour du Haut-Anjou                            | 2.2U | Martijn Keizer       | Rabobank Continental Team          |
| 12-13 | Clásica de Alcobendas                         | 2.1  | Luis Pérez Rodríguez | Andalucía-Cajasur                  |
| 12-20 | Olympia's Tour                                | 2.2  | Thomas Berkhout      | Rabobank Continental Team          |
| 13    | Gran Premio Industrie del Marmo               | 1.2  | Anton Rechetnikov    | Russia                             |
| 16-20 | Flèche du Sud                                 | 2.2  | Boris Špilevskij     | Kio Ene-Tonazzi-DMT                |
| 16-20 | Rheinland-Pfalz-Rundfahrt                     | 2.1  | Gerald Ciolek        | T-Mobile Team                      |
| 17    | Trophée des Grimpeurs (2007)                  | 1.1  | Anthony Geslin       | Bouygues Télécom                   |
| 17-20 | GP Internacional Paredes Rota dos Móveis      | 2.1  | David Blanco         | Duja/Tavira                        |
| 18-20 | Tour de Picardie                              | 2.1  | Robert Hunter        | Team Barloworld                    |
| 19    | Belgrad-Cacak                                 | 1.2  | Matija Kvasina       | Perutnina Ptuj                     |
| 20-27 | FBD Insurance Rás                             | 2.2  | Tony Martin          | Thüringer Energie                  |
| 23-27 | Circuit de Lorraine                           | 2.1  | Jörg Jaksche         | Tinkoff Credit Systems             |
| 24-27 | Ronde de l'Isard d'Ariège                     | 2.2U | John Devine          | Stati Uniti                        |
| 25    | Grand Prix Hydraulika Mikolasek               | 1.2  | Marcin Sapa          | DHL-Author                         |
| 25-28 | Tour de Berlin                                | 2.2U | Michael Franzl       | Team Mapei Heizomat Bayern         |
| 26    | Clásica Memorial Txuma                        | 1.2  | Boris Špilevskij     | Kio Ene-Tonazzi-DMT                |
| 26    | Grand Prix Kooperativa                        | 1.2  | Kristjan Fajt        | Radenska Powerbar                  |
| 26    | SEB Tartu Grand Prix                          | 1.2  | Erki Pütsep          | Bouygues Télécom                   |
| 27    | Giro di Festina                               | 1.2  | Markus Eibegger      | Elk Haus-Simplon                   |
| 27    | Grand Prix Velka cena Palma                   | 1.2  | Petr Benčík          | PSK Whirlpool                      |
| 28    | Neuseen Classics                              | 1.1  | Denis Flahaut        | Jartazi-Promo Fashion              |
| 29-3  | Vuelta a Navarra                              | 2.2  | Maurizio Biondo      | Kio Ene-Tonazzi-DMT                |
| 30-3  | Bayern-Rundfahrt                              | 2.HC | Stefan Schumacher    | Team Gerolsteiner                  |
| 30-3  | Ringerike GP                                  | 2.2  | Edvald Boasson Hagen | Maxbo Bianchi                      |
| 30-3  | Giro del Belgio                               | 2.1  | Vladimir Gusev       | Discovery Channel Pro Cycling Team |
| 31-3  | Tour de Gironde                               | 2.2  | Jonathan Thiré       | UC Nantes Atlantique               |

### Giugno
| Data  | Prova                                                | Cat.   | Vincitore           | Squadra                   |
| ----- | ---------------------------------------------------- | ------ | ------------------- | ------------------------- |
| 1     | Tallinn-Tartu Grand Prix (2007)                      | 1.1    | Erki Pütsep         | Estonia                   |
| 2     | Grand Prix Kranj (2007)                              | 1.1    | Borut Božič         | Team LPR                  |
| 2     | GP de Plumelec-Morbihan (2007)                       | 1.1    | Simon Gerrans       | AG2R Prévoyance           |
| 2     | Trofeo Alcide De Gasperi                             | 1.2    | Jacopo Guarnieri    | Marchiol-Famila-Site      |
| 3     | Boucles de l'Aulne (2007)                            | 1.1    | Romain Feillu       | Agritubel                 |
| 3     | Coppa della Pace                                     | 1.1    | Marco Cattaneo      | Pagnoncelli-NGC-Perrel    |
| 3     | Gran Premio de Llodio (2007)                         | 1.1    | David de la Fuente  | Saunier Duval-Prodir      |
| 3     | Paris-Roubaix Espoirs                                | 1.2U   | Damien Gaudin       | Vendée U                  |
| 3     | Riga GP                                              | 1.2    | Gatis Smukulis      | Lettonia                  |
| 4-9   | Volta Ciclista Internacional a Lleida                | 2.2    | Francis De Greef    | Davitamon-Win for Life    |
| 5-10  | Bałtyk-Karkonosze Tour                               | 2.2    | Roman Bronis        | DHL-Author                |
| 6-10  | Tour de Luxembourg                                   | 2.HC   | Grégory Rast        | Astana Team               |
| 8-10  | Euskal Bizikleta                                     | 2.HC   | Constantino Zaballa | Caisse d'Epargne          |
| 9     | Grand-Prix Triberg-Schwarzwald (2007)                | 1.1    | Radoslav Rogina     | Perutnina Ptuj            |
| 9     | Memorial Marco Pantani (2007)                        | 1.1    | Franco Pellizotti   | Liquigas                  |
| 9-10  | OZ Wielerweekend                                     | 2.2    | Tom Veelers         | Rabobank Continental Team |
| 10    | Gran Premio del Canton Argovia (2007)                | 1.HC   | John Gadret         | AG2R Prévoyance           |
| 10    | Memorial Philippe Van Coningsloo                     | 1.2    | Frederiek Nolf      | Wielergroep Beveren 200   |
| 12-16 | Giro di Slovenia                                     | 2.1    | Tomaž Nose          | Adria Mobil               |
| 12-17 | Internationale Thüringen Rundfahrt                   | 2.Ncup | Mathias Frank       | Schweiz                   |
| 13    | Veenendaal-Veenendaal (2007)                         | 1.HC   | Steffen Radochla    | Wiesenhof-Felt            |
| 13-19 | Circuito Montañés                                    | 2.2    | Bauke Mollema       | Rabobank Continental Team |
| 14-17 | Grande Prémio Internacional CTT Correios de Portugal | 2.1    | Pedro Cardoso       | LA-MSS                    |
| 14-17 | Ronde de l'Oise                                      | 2.2    | Fredrik Johansson   | Designa Køkken            |
| 16    | Delta Profronde (2007)                               | 1.1    | Denis Flahaut       | Jartazi-Promo Fashion     |
| 18-24 | Tour de Serbie                                       | 2.2    | Matej Stare         | Perutnina Ptuj            |
| 19-23 | Ster Elektrotoer                                     | 2.1    | Sebastian Langeveld | Rabobank                  |
| 20-23 | Tour de Mainfranken                                  | 2.2    | Anatoli Kaschtan    | Ucraina                   |
| 21-24 | Boucles de la Mayenne                                | 2.2    | Nicolas Vogondy     | Agritubel                 |
| 21-24 | Route du Sud                                         | 2.1    | Óscar Sevilla       | Relax-GAM                 |
| 24    | Kärnten Viper Grand Prix                             | 1.2    | Martin Riška        | Swiag                     |
| 27    | Halle-Ingooigem                                      | 1.1    | Janek Tombak        | Jartazi-Promo Fashion     |
| 27    | Internationale Wielertrofee Jong Maar Moedig         | 1.2    | Sven Nys            | Rabobank Continental Team |
| 27    | Profronde van Friesland (2007)                       | 1.1    | Maarten den Bakker  | Skil-Shimano              |

### Luglio
| Data  | Prova                                              | Cat. | Vincitore          | Squadra                                 |
| ----- | -------------------------------------------------- | ---- | ------------------ | --------------------------------------- |
| 3     | Trofeo Città di Brescia                            | 1.2  | Luca Gasparini     | Pagnoncelli-NGC-Perrel                  |
| 4     | GP Gerrie Knetemann                                | 1.1  | Olivier Kaisen     | Predictor-Lotto                         |
| 4-8   | Międzynarodowy Wyścig Solidarności i Olimpijczyków | 2.1  | Łukasz Bodnar      | Intel-Action                            |
| 7     | Grand Prix Bradlo                                  | 1.2U | Maciej Bodnar      | Polonia                                 |
| 7     | Tour du Jura                                       | 1.2  | Guillaume Levarlet | Auber 93                                |
| 8     | De Drie Zustersteden-Willebroek                    | 1.2  | Bert De Waele      | Landbouwkrediet-Tönissteiner            |
| 8     | Giro del Medio Brenta                              | 1.2  | Adriano Angeloni   | Ceramica Flaminia                       |
| 8     | Tour du Doubs (2007)                               | 1.1  | Vincent Jérôme     | Bouygues Télécom                        |
| 8-15  | Österreich-Rundfahrt                               | 2.HC | Stijn Devolder     | Discovery Channel Pro Cycling Team      |
| 11-14 | Grand Prix Cycliste de Gemenc                      | 2.2  | Sander Oostlander  | Löwik Meubelen                          |
| 11-15 | Troféu Joaquim Agostinho                           | 2.1  | Xavier Tondó       | LA-MSS                                  |
| 14    | Cronoscalata Gardone Val Trompia-Prati di Caregno  | 1.2  | Bruno Rizzi        | Pagnoncelli-NGC-Perrel                  |
| 15    | Coppa Colli Briantei Internazionale                | 1.2U | Emanuele Moschen   | Unidelta-Bottoli-Arvedi                 |
| 15    | Grand Prix de Dourges-Hénin-Beaumont               | 1.2  | Martin Mortensen   | Designa Køkken                          |
| 15    | Pomorski Klasyk                                    | 1.2  | Marcin Sapa        | DHL-Author                              |
| 15-23 | Way to Pekin                                       | 2.2  | Alexey Kunshin     | Premier                                 |
| 18-22 | Vuelta a la Comunidad de Madrid                    | 2.2  | Manuel Lloret      | Fuerteventura-Canarias                  |
| 20    | Campionati europei a cronometro under 23           | CC   | Maksim Bel'kov     | Russia                                  |
| 21    | Giro delle Valli Aretine                           | 1.2  | Davide Malacarne   | Zalf-Désirée-Fior                       |
| 21    | Grand Prix Cristal Energie                         | 1.2  | Florian Morizot    | Auber 93                                |
| 22    | Campionati europei in linea under 23               | CC   | Andrey Klyuev      | Russia                                  |
| 22    | Giro del Casentino                                 | 1.2  | Francesco Ginanni  | Finauto-Neri                            |
| 24-28 | Dookola Mazowska                                   | 2.2  | Marek Wesoly       | CCC Polsat-Polkowice                    |
| 25    | Prueba Villafranca de Ordizia (2007)               | 1.1  | Joaquim Rodríguez  | Caisse d'Epargne                        |
| 25-29 | Sachsen-Tour International                         | 2.1  | Joost Posthuma     | Rabobank                                |
| 26    | Internatie                                         | 1.2  | Iljo Keisse        | Chocolade Jacques-Topsport Vlaanderen   |
| 26-29 | Brixia Tour (2007)                                 | 2.1  | Davide Rebellin    | Team Gerolsteiner                       |
| 28-1  | Tour de la Region Wallonne                         | 2.HC | Borut Božič        | Team LPR                                |
| 29    | Grand Prix de la ville de Pérenchies               | 1.2  | Peter Ronsse       | Babes Only-Villapark Lingemeer-Flanders |
| 29    | Gran Premio Inda                                   | 1.2  | Bruno Rizzi        | Pagnoncelli-NGC-Perrel                  |
| 31    | Circuito de Getxo (2007)                           | 1.1  | Vicente Reynés     | Caisse d'Epargne                        |

### Agosto
| Data  | Prova                                      | Cat.   | Vincitore                  | Squadra                                 |
| ----- | ------------------------------------------ | ------ | -------------------------- | --------------------------------------- |
| 1-5   | Tour Alsace                                | 2.2    | Benoît Luminet             | C.R.4 Chemins Roanne                    |
| 1-5   | Post Danmark Rundt                         | 2.HC   | Kurt-Asle Arvesen          | Team CSC                                |
| 1-5   | Vuelta Ciclista a León                     | 2.2    | Miyataka Shimizu           | Nippo Corporation-Meitan Hompo          |
| 2-4   | Małopolski Wyścig Górski                   | 2.2    | Mateusz Komar              | DHL-Author                              |
| 3     | Grand Prix Betonexpressz 2000              | 1.2    | Žolt Der                   | P-Nívó Betonexpressz 2000 Kft.se        |
| 4     | Scandinavian Open Road Race                | 1.2    | Lucas Persson              | Svezia                                  |
| 4     | Rund um die Hainleite                      | 1.1    | Greg Van Avermaet          | Predictor-Lotto                         |
| 4     | Gran Premio Folignano                      | 1.2    | Francesco De Bonis         | SC Monturano Civitanova Cascinare       |
| 4     | Grand Prix P-Nívó                          | 1.2    | Nebojša Jovanović          | Serbie                                  |
| 4-15  | Volta a Portugal                           | 2.HC   | Xavier Tondó               | LA-MSS                                  |
| 5     | Giro Ciclistico del Cigno                  | 1.2    | Americo Novembrini         | Massi Équipe Euronics                   |
| 5     | Giro dell'Appennino (2007)                 | 1.1    | Alessandro Bertolini       | Diquigiovanni-Selle Italia              |
| 5     | Subida a Urkiola (2007)                    | 1.1    | José Ángel Gómez Marchante | Saunier Duval-Prodir                    |
| 5     | La Poly Normande (2007)                    | 1.1    | Benoît Vaugrenard          | Française des Jeux                      |
| 5     | Sparkassen Giro Bochum (2007)              | 1.1    | Andy Cappelle              | Landbouwkrediet-Tönissteiner            |
| 6-9   | Tour des Pyrénées                          | 2.2    | Sergio Pardilla            | Viña Magna-Cropu                        |
| 8-9   | Paris-Corrèze                              | 2.1    | Edvald Boasson Hagen       | Maxbo Bianchi                           |
| 9     | Gran Premio Città di Camaiore (2007)       | 1.1    | Fortunato Baliani          | Ceramica Panaria-Navigare               |
| 11    | Giro del Lazio (2007)                      | 1.HC   | Gabriele Bosisio           | Tenax-Menikini                          |
| 11    | Puchar Uzdrowisk Karpackich                | 1.2    | Mateusz Mróz               | CCC Polsat-Polkowice                    |
| 12    | Memoriał Henryka Łasaka (2007)             | 1.1    | Krzysztof Jezowski         | CCC Polsat-Polkowice                    |
| 12    | Trofeo Internazionale Bastianelli          | 1.2    | Francesco De Bonis         | SC Monturano Civitanova Cascinare       |
| 12    | Trofeo Matteotti (2007)                    | 1.1    | Filippo Pozzato            | Liquigas                                |
| 12-15 | Tour de l'Ain                              | 2.1    | John Gadret                | AG2R Prévoyance                         |
| 13    | Gran Premio Città di Felino                | 1.2    | Tomislav Dančulović        | B.K. Loborika Croazia                   |
| 14-18 | Vuelta a Burgos                            | 2.HC   | Mauricio Soler             | Team Barloworld                         |
| 15    | Puchar Ministra Obrony Narodowej           | 1.2    | Tarmo Raudsepp             | Rietumu Bank-Riga-Ideal                 |
| 16    | Gran Premio Capodarco (2007)               | 1.2    | Hrvoje Miholjević          | B.K. Loborika Croazia                   |
| 17    | Gara Ciclistica Milionaria                 | 1.2    | Tomislav Dančulović        | B.K. Loborika Croazia                   |
| 21    | Grote Prijs Stad Zottegem (2007)           | 1.1    | Jonas Aaen Jørgensen       | Team GLS                                |
| 21    | Tre Valli Varesine (2007)                  | 1.HC   | Christian Murro            | Tenax-Menikini                          |
| 21-24 | Tour du Limousin                           | 2.1    | Pierrick Fédrigo           | Bouygues Télécom                        |
| 22    | Coppa Agostoni (2007)                      | 1.1    | Alessandro Bertolini       | Diquigiovanni-Selle Italia              |
| 22    | Druivenkoers (2007)                        | 1.1    | Roy Sentjens               | Predictor-Lotto                         |
| 22-26 | Grand Prix Tell                            | 2.Ncup | Anton Rechetnikov          | Russia                                  |
| 22-26 | Regio-Tour                                 | 2.1    | Moisés Dueñas              | Agritubel                               |
| 22-26 | Tour of Ireland                            | 2.1    | Stijn Vandenbergh          | Unibet.com                              |
| 23    | Coppa Bernocchi (2007)                     | 1.1    | Danilo Napolitano          | Lampre-Fondital                         |
| 24    | Gran Premio Área Metropolitana de Vigo     | 1.2    | Óscar Laguna               | Supermercados Froiz                     |
| 24-26 | Szlakiem Walk Majora Hubala                | 2.2    | Tomasz Kiendys             | CCC Polsat-Polkowice                    |
| 25    | Trofeo Melinda (2007)                      | 1.1    | Santo Anzà                 | Diquigiovanni-Selle Italia              |
| 26    | Châteauroux Classic de l'Indre (2007)      | 1.1    | Chris Sutton               | Cofidis                                 |
| 26    | Clásica a los Puertos de Guadarrama (2007) | 1.1    | Héctor Guerra              | Liberty Seguros Continental             |
| 26    | Rund um den Sachsenring                    | 1.2    | Tobias Erler               | 3C-Gruppe                               |
| 26    | Vlaamse Havenpijl                          | 1.2    | Denis Flahaut              | Babes Only-Villapark Lingemeer-Flanders |
| 26-30 | Paths of Victory Tour                      | 2.2    | Zoltán Remák               | P-Nívó Betonexpressz 2000 Kft.se        |
| 27    | Grand Prix de Beuvry la Forêt              | 1.2    | Vytautas Kaupas            | Jartazi-Promo Fashion                   |
| 28-31 | Tour du Poitou-Charentes                   | 2.1    | Thomas Voeckler            | Bouygues Télécom                        |
| 28-2  | Giro della Valle d'Aosta                   | 2.2    | Alexander Ardila           | Unidelta-Bottoli-Arvedi                 |
| 29    | Gran Premio Nobili Rubinetterie (2007)     | 1.1    | Luis Laverde               | Ceramica Panaria-Navigare               |
| 29-2  | Okolo Slovenska                            | 2.2    | Joost van Leijen           | Van Vliet-EBH Advocaten                 |
| 30    | Gran Premio Carnaghese (2007)              | 1.1    | Aurélien Passeron          | Acqua & Sapone-Caffè Mokambo            |

### Settembre
| Data  | Prova                                             | Cat.   | Vincitore                       | Squadra                               |
| ----- | ------------------------------------------------- | ------ | ------------------------------- | ------------------------------------- |
| 1     | Giro del Veneto (2007)                            | 1.HC   | Alessandro Bertolini            | Diquigiovanni-Selle Italia            |
| 2     | Grote Prijs Jef Scherens (2007)                   | 1.1    | Bram Tankink                    | Quick Step                            |
| 4     | Schaal Sels (2007)                                | 1.1    | Kenny Dehaes                    | Chocolade Jacques-Topsport Vlaanderen |
| 5     | Memorial Rik Van Steenbergen (2007)               | 1.1    | Greg Van Avermaet               | Predictor-Lotto                       |
| 6-9   | Giro della Toscana Under-23                       | 2.2    | Emanuele Vona                   | Neri Finauto Lucchini                 |
| 6-15  | Tour de l'Avenir                                  | 2.Ncup | Bauke Mollema                   | Paesi Bassi                           |
| 8     | Coppa Placci (2007)                               | 1.HC   | Alessandro Bertolini            | Diquigiovanni-Selle Italia            |
| 8-9   | Triptyque des Barrages                            | 2.2U   | Gediminas Bagdonas              | Klaipeda-Splendid                     |
| 8-16  | Tour de Bulgarie                                  | 2.2    | Evgeni Gerganov                 | Cycling Club Bourgas                  |
| 9     | Giro di Romagna (2007)                            | 1.1    | Eddy Serri                      | Miche                                 |
| 9     | Polymultipliée Lyonnaise                          | 1.2    | Noan Lelarge                    | Bretagne-Armor Lux                    |
| 9     | Trofeo Salvatore Morucci                          | 1.2    | Fabio Terrenzio                 | Vega Acqua & Sapone                   |
| 9     | Memorial Davide Fardelli                          | 1.2    | Luca Dodi                       |                                       |
| 9-13  | International Tour of Mevlana                     | 2.2    | Kemal Küçükbay                  |                                       |
| 9-15  | Tour of Britain                                   | 2.1    | Romain Feillu                   | Agritubel                             |
| 11-16 | Tour de Croatie                                   | 2.2    | Radoslav Rogina                 | Perutnina Ptuj                        |
| 15    | Paris-Bruxelles (2007)                            | 1.HC   | Robbie McEwen                   | Predictor-Lotto                       |
| 15    | Prague-Karlovy Vary-Prague                        | 1.2    | Stanislav Kozubek               | PSK Whirlpool-Hradec Králové          |
| 16    | Chrono Champenois                                 | 1.2    | Cameron Wurf                    | Priority Health                       |
| 16    | Grand Prix de Fourmies (2007)                     | 1.HC   | Peter Velits                    | Wiesenhof-Felt                        |
| 16    | Rund um die Nurnberg (2007)                       | 1.1    | Fabian Wegmann                  | Team Gerolsteiner                     |
| 16    | Trofeo Gianfranco Bianchin                        | 1.2    | Americo Novembrini              | Massi Équipe                          |
| 19    | Grand Prix de Wallonie (2007)                     | 1.1    | Bert De Waele                   | Landbouwkrediet-Tönissteiner          |
| 19-23 | Drei-Länder-Tour                                  | 2.1    | Thomas Dekker                   | Rabobank                              |
| 21    | Kampioenschap van Vlaanderen (2007)               | 1.1    | Baden Cooke                     | Unibet.com                            |
| 21    | Tour de la Somme (2007)                           | 1.1    | Christophe Riblon               | AG2R Prévoyance                       |
| 22    | Giro del Canavese                                 | 1.2U   | Marco Frapporti                 | MX3 CC Cremonese Arvedi Unide         |
| 22    | Memorial Viviana Manservisi (2007)                | 1.1    | Danilo Napolitano               | Lampre-Fondital                       |
| 22    | Tour de Rijke (2007)                              | 1.1    | Gert Steegmans                  | Quick Step                            |
| 23    | Duo Normand                                       | 1.2    | Bradley Wiggins/Michiel Elijzen | Cofidis                               |
| 23    | Grand Prix d'Isbergues (2007)                     | 1.1    | Martin Elmiger                  | AG2R Prévoyance                       |
| 23    | Gran Premio Industria e Commercio di Prato (2007) | 1.1    | Filippo Pozzato                 | Liquigas                              |
| 25    | Ruota d'Oro                                       | 1.2    | Davide Bonucelli                |                                       |
| 26    | Omloop van het Houtland (2007)                    | 1.1    | Steven de Jongh                 | Quick Step                            |

### Ottobre
| Data | Prova                                       | Cat. | Vincitore            | Squadra                                |
| ---- | ------------------------------------------- | ---- | -------------------- | -------------------------------------- |
| 2    | Omloop van de Vlaamse Scheldeboorden (2007) | 1.1  | Steven de Jongh      | Quick Step                             |
| 3    | Münsterland Giro (2007)                     | 1.1  | Jos van Emden        | Rabobank Continental Team              |
| 4-7  | Circuit Franco-Belge                        | 2.1  | Gert Steegmans       | Quick Step                             |
| 6    | Memorial Cimurri (2007)                     | 1.1  | Leonardo Bertagnolli | Liquigas                               |
| 6    | Piccolo Giro di Lombardia (2007)            | 1.2  | Marco Frapporti      | US Cremonese-Arvedi-Unidelta           |
| 9    | Monte Paschi Eroica (2007)                  | 1.1  | Aleksandr Kolobnev   | Team CSC                               |
| 11   | Coppa Sabatini (2007)                       | 1.1  | Giovanni Visconti    | Quick Step                             |
| 11   | Paris-Bourges (2007)                        | 1.1  | Romain Feillu        | Agritubel                              |
| 13   | Giro dell'Emilia (2007)                     | 1.HC | Fränk Schleck        | Team CSC                               |
| 14   | Gran Premio Bruno Beghelli (2007)           | 1.1  | Damiano Cunego       | Lampre-Fondital                        |
| 14   | Paris-Tours Espoirs (2007)                  | 1.2U | Jürgen Roelandts     | Davitamon-Win for Life-Jong Vlaanderen |
| 16   | Nationale Sluitingsprijs (2007)             | 1.1  | Floris Goesinnen     | Skil-Shimano                           |

## Classifiche
Aggiornate al 20 ottobre 2007.
| Pos. | Corridore            | Squadra         | Punti |
| ---- | -------------------- | --------------- | ----- |
| 1    | Alessandro Bertolini | Diquigiovanni   | 633   |
| 2    | Luca Mazzanti        | Cer. Panaria    | 462   |
| 3    | Martijn Maaskant     | Rabobank Cont.  | 449   |
| 4    | Stefan van Dijk      | Wiesenhof       | 447   |
| 5    | Edvald Boasson Hagen | Maxbo-Bianchi   | 405   |
| 6    | Romain Feillu        | Agritubel       | 384   |
| 7    | Xavier Tondó         | La Miss         | 373   |
| 8    | Cândido Barbosa      | Liberty Seguros | 372   |
| 9    | Janek Tombak         | Jartazi         | 363   |
| 10   | Robert Hunter        | Barloworld      | 361   |

| Pos. | Squadra                    | Punti   |
| ---- | -------------------------- | ------- |
| 1    | Rabobank Continental Team  | 1 552   |
| 2    | Team Barloworld            | 1 438   |
| 3    | Ceramiche Panaria-Navigare | 1 437   |
| 4    | Team Wiesenhof Felt        | 1 355   |
| 5    | Team LPR                   | 1 277   |
| 6    | Tinkoff Credit Systems     | 1 237,5 |
| 7    | Agritubel                  | 1 215   |
| 8    | Tenax-Menikini             | 1 143   |
| 9    | Relax-GAM                  | 1 114   |
| 10   | Perutnina Ptuj             | 1 113   |

| Pos. | Nazione     | Punti   |
| ---- | ----------- | ------- |
| 1    | Italia      | 2 868,4 |
| 2    | Spagna      | 2 475   |
| 3    | Paesi Bassi | 2 425   |
| 4    | Russia      | 2 031,5 |
| 5    | Belgio      | 1 741   |
| 6    | Polonia     | 1 725   |
| 7    | Francia     | 1 623   |
| 8    | Slovenia    | 1 542   |
| 9    | Germania    | 1 458   |
| 10   | Portogallo  | 1 357   |